# Atterrissage sans moteur
Un atterrissage sans moteur est un atterrissage d'urgence réalisé par un pilote à bord d'un aéronef dont tous les moteurs sont en panne. L'expression en anglais deadstick landing (littéralement, atterrissage avec un manche mort) vient des débuts de l'aviation, quand un avion en panne moteur atterrissait hélice calée.
Un aérodyne ayant perdu la poussée de sa motorisation ne tombera pas forcément comme une pierre. Si le pilote à bord est suffisamment compétent il pourra continuer de voler en planant et en perdant de l'altitude tout en allant vers le sol aussi loin que le permettra la finesse de l'aérodyne. Par exemple, avec une finesse de 15, un Boeing 747-200 à une altitude de 10 000 mètres peut parcourir 150 kilomètres.
Parmi les différentes catégories d'aérodyne, les aérogires sont les appareils les moins aptes à réaliser des atterrissages sans moteur.

## Description
Après l'arrêt des moteurs, l'objectif du pilote est de trouver et de poser son appareil sur un terrain peu accidenté pour réduire aux maximum les dégâts. La zone disponible pour un atterrissage forcé dépend de l'altitude originale de l'avion, du type de terrain, de la finesse, de la vitesse initiale et du vent aux différentes altitudes.
Le succès d'un tel atterrissage dépend fortement du type de terrain. Un pilote compétent forcé à atterrir avec un avion léger de tourisme sur un terrain plat comme un champ ou une route ne devrait pas rencontrer beaucoup de difficultés. À contrario, un avion bien plus lourd effectuant un vol commercial et se trouvant en zone montagneuse risque de subir des dommages majeurs.
Divers cas d'atterrissages forcés sans moteurs :
1. Vol Southern Airways 242, 4 avril 1977 : Un Douglas DC-9 traverse un orage violent puis perd ses deux moteurs. Les pilotes atterrissent sur une route près de New Hope en Géorgie. L'avion entre en collision avec des arbres et des bâtiments, se brise et prend feu. Sur les 85 personnes à bord, 63 personnes meurent ainsi que 9 personnes au sol.
2. Le « Planeur de Gimli », 23 juillet 1983 : Un Boeing 767 de la compagnie Air Canada effectuant le trajet Montréal-Edmonton se retrouve à court de carburant. L'appareil ne pouvant pas faire de déviation vers l'aéroport le plus proche, l'équipage décide d'atterrir d'urgence sur la piste d'une ancienne base aérienne militaire à Gimli, au Manitoba.
3. Vol TACA 110, 24 mai 1988 : Un Boeing 737-300 effectuant le trajet Belize City-Nouvelle-Orléans perd ses deux moteurs et réussit un atterrissage forcé sur l'herbe au Michoud Assembly Facility de la NASA à l'est de la Nouvelle-Orléans.
4. Vol Hapag-Lloyd 3378, 12 juillet 2000 : Un Airbus A310 décollant de Grèce en route pour l'Allemagne rencontre un problème de train d'atterrissage ainsi qu'une diminution rapide de carburant ; il est forcé d'atterrir à Vienne.
5. Vol Air Transat 236, 24 août 2001 : Un Airbus A330 d'Air Transat manque de carburant alors qu'il survole l'océan atlantique pour un vol de Toronto à Lisbonne. L'équipage fait planer l'avion sur près de 160 kilomètres et effectue un atterrissage forcé sur une base militaire des Açores.
6. Vol US Airways 1549, 15 janvier 2009 : Un Airbus A320 effectuant le trajet New York-Charlotte heurte un vol de Bernaches du Canada au décollage et perd ses deux moteurs. Le pilote réussit à amerrir sur l'Hudson River sans aucune victime.

En hélicoptère, un atterrissage sans moteur s’effectue en autorotation, descente dans laquelle c'est le poids de l'hélicoptère qui entretient la rotation du rotor indispensable à la portance. 

## Atterrissage d'urgence
Quand un pilote effectue un atterrissage d'urgence alors qu'une partie ou toute la puissance de propulsion est disponible, on dit qu'il effectue un atterrissage de sécurité ou de précaution.
Le 29 avril 2007 à l'aéroport de Manchester au Royaume-Uni, le pilote d'un Boeing 757 a dû atterrir d'urgence juste après le décollage, un oiseau ayant été aspiré par un réacteur.